# 黄耳螺
黄耳螺（学名：Melampus flavus），是原始有肺目耳螺科尖耳螺属的一种。主要分布于印度尼西亚、台湾，常栖息在潮间带岩礁、海岸。